# Strmen
Strmen – wieś w Chorwacji, w żupanii sisacko-moslawińskiej, w gminie Sunja. W 2011 roku liczyła 135 mieszkańców.